# No One Killed Jessica
Pour plus de détails, voir Fiche technique et Distribution.
No One Killed Jessica (en français : Personne n'a tué Jessica) est un film indien de Bollywood réalisé par Raj Kumar Gupta, sorti le 7 janvier 2011.
Le film est basé sur l'histoire vraie de Jessica Lal, un mannequin indien résidant à Delhi, assassinée le 29 avril 1999 dans un restaurant de New Delhi par le fils d'un homme politique influent de l'Haryana, Venod Sharma.
Dans les rôles titres, Vidya Balan joue Sabrina Lall, la sœur de Jessica, et Rani Mukerji Meera Gaity, une journaliste qui s'intéresse de près à l'affaire.
La bande originale du film est composée par Amit Trivedi, qui avait déjà réalisé la musique de Dev.D (2009).
Dès sa sortie, le film recueille de bonnes critiques et rencontre un grand succès au box-office.

## Fiche technique
- Titre : No One Killed Jessica
- Titre original : नो वन किल्ड जेसिका
- Réalisateur : Raj Kumar Gupta
- Scénario : Rajkumar Gupta
- Parolier : Amitabh Bhattacharya
- Chorégraphie : Ashley Lobo
- Décors : Sukant Panigrahy
- Costumes : Bibi Zeeba Miraie
- Photographie : Anay Goswami
- Musique : Amit Trivedi
- Montage : Aarti Bajaj
- Production : Ronnie Screwvala pour UTV Spot Boy
- Pays d'origine :  Inde
- Langue : hindi
- Format : couleurs
- Genre :Biopic, drame et thriller
- Durée : 136 minutes
- Dates de sorties en salles :
  -  Inde : 7 janvier 2011
  -  États-Unis : 7 janvier 2011
  -  France : 7 janvier 2011

## Distribution
- Rani Mukerji : Meera Gaity
- Vidya Balan : Sabrina Lall
- Myra Karn : Jessica Lall
- Neil Bhoopalam : Vikram Jai Singh
- Shireesh Sharma : Pramod Bharadwaj
- Mohammed Zeeshan Ayyub : Manish Bharadwaj
- Ashu Sharma : Lucky Gill
- Bubbles Sabharwal : Mallika Sehgal
- Samara Chopra : Naina Sehgal
- Yogendra Tikku : Sanjit Lall
- Geeta Sudan : June Lall
- SatyaDeep Mishra : le patron de Meera
- Sushil Dahiya : R.D Rastogi
- Jagat Rawat : Dharam Saxena

## Production
Ce thriller politique, tournée à Delhi se base sur l'implication des médias dans l'affaire très controversée du meurtre de Jessica Lal, qui avait fait beaucoup de bruit en Inde. Le réalisateur a précisé que le titre et le script du film sont en fait inspirés de la une de l'édition du 22 février 2006 du quotidien The Times of India, quand les accusés du crime de Jessica Lal avaient été acquittés par le tribunal, provoquant alors des protestations à l'échelle nationale en Inde puis une révision du procès.

## Musique
La musique est composée par Amit Trivedi (en) qui a précédemment travaillé pour le même réalisateur sur Aamir et les paroles sont d'Amitabh Bhattacharya. La bande originale, sortie en décembre 2010, recueille de bonnes critiques.
- Aitbaar interprété par Vishal Dadlani, Robert Bob Omulo
- Yeh Pal interprété par Shilpa Rao
- Aali Re interprété par Aditi Singh Sharma, Anushka Manchanda, Raja Hasan, Shriram Ayyar, Biswajit Chakraborty, Sonu Kakkar
- Dilli interprété par Tochi Raina, Shriram Ayyar, Aditi Singh Sharma
- Dua interprété par Meenal Jain, Joi Barua, Raman Mahadevan, Amitabh Bhattacharya
- Dilli - Hardcore interprété par Tochi Raina, Shriram Ayyar, Aditi Singh Sharma